# Plaine-du-Nord
Plaine-du-Nord, in creolo haitiano Plèn dinò, è un comune di Haiti facente parte dell'arrondissement di Acul-du-Nord nel dipartimento del Nord.